# ハーリングフリート川

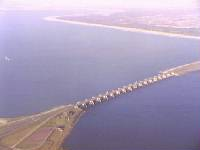
ハーリングフリート水門

ハーリングフリート川（ハーリングフリートがわ）またはハーリングフリート入り江（ハーリングフリートいりえ、蘭：Haringvliet）は、オランダを流れる川で、ライン川とマース川がライン・マース・スヘルデ三角州に流れ込んで分岐した川の河口部の一つである。
ムールダイクでホランス・ディープ川がハーリングフリート川とフォルケラク川に分岐した地点より、北海に流入する地点に設けられたハーリングフリート水門までの約28kmがハーリングフリート川である。
ハーリングフリート川はソリハシセイタカシギ属、ヘラサギ、サンドイッチアジサシなどの生息地であり、2000年にラムサール条約登録地となった。

## ハーリングフリート水門と環境問題
河口部に設けられたハーリングフリート水門は、デルタ計画によって構築された治水施設（防潮施設）の一部であり1970年に完成した。完成後は河川水を排水する目的でのみ水門が開かれ、海水がハーリングフリート川へ流入することがなくなり、それまで汽水域であった水域が淡水化された。
この水域が淡水化されたことにより農業用水や飲料水として利用出来るようになった反面、ライン川上流からの重金属等の汚染物質を含む土砂が堆積するとともに、航路確保のため定期的な浚渫が必要となった。またそれまで干満の差が1.8m近くあったものが0.3m程度に小さくなったことにより、同じ海抜の土地が常に波に洗われて侵食される問題も出てきた。これらのことより、ハーリングフリート水門を再び開放して水域を汽水化することが1990年ごろより検討されてきた。
政府は2000年6月に水門を部分的に開放し、水域の自然を回復する方針を議決した。当初2005年1月より実施される予定であったのだが、2008年1月に延期され、さらに2010年12月に再延期されている。

## 関連項目

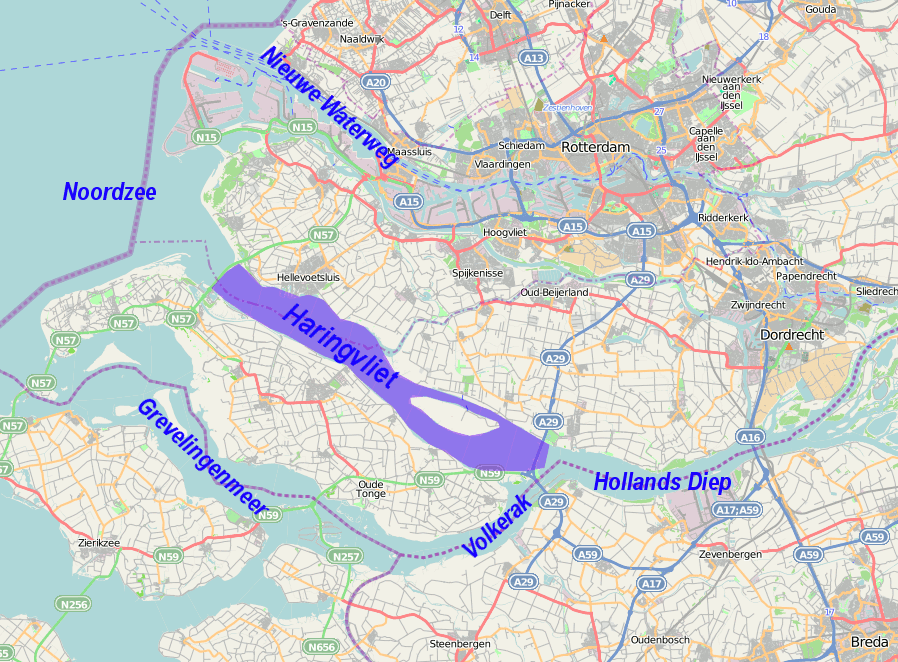
ハーリングフリート川周辺図（Openstreetmap.orgより）

## 流域の自治体・都市
オランダ
南ホラント州：ヘレフートスライス